# Заводок (Брянская область)
Заводок — поселок в Суражском районе Брянской области в составе Овчинского сельского поселения.

## География
Находится в северо-западной части Брянской области на расстоянии приблизительно 4 км. на запад-северо-запад по прямой от районного центра города Сураж.

## История
Упоминался с XVIII века как хутор. В середине XX века работал колхоз «Красный крестьянин».. В 1859 году здесь (поселение Суражского уезда Черниговской губернии) учтено было 5 дворов. На карте 1941 года отмечен как поселение с 30 дворами.

## Население
Численность населения: 41 человек (1859 год), 120 (1926), 16 человек (русские - 100 процентов) в 2002 году, 8 в 2010.